# Список крупнейших компаний Казахстана
Список крупнейших компаний Казахстана (Эксперт-200-Казахстан) составляется рейтинговым агентством Эксперт РА Казахстан в соответствии с методикой составления российского рейтинга «Эксперт-400», но с учетом специфики и законодательных особенностей Республики Казахстан.
В качестве главного критерия составления рейтинга принят показатель, характеризующий объём реализации продукции (работ, услуг)по итогам года. В случаях, когда в силу специфики деятельности компаний этот показатель не может быть применен (например, для банков, страховых компаний), используются данные финансовой отчетности, максимально близкие к нему по экономическому смыслу. Публикуется в журнале Эксперт Казахстан.
Первый рейтинг опубликован в ноябре 2009 года, в нём содержались данные 100 крупнейших казахстанских компаний за 2008-й, последний предкризисный год.
С 2013 года в рейтинг включается 200 ведущих компаний Казахстана. Выделенным списком проходят компании «новой экономики» — бизнесы, основанные в постсоветский период.

## Список по итогам 2014 года
Полный список по итогам 2014 года размещен на сайте рейтингового агентства Эксперт РА Казахстан Архивная копия от 30 января 2020 на Wayback Machine.
| Позиция | Наименование                           | Объем реализации в 2014 году, млн тенге | Темп прироста (%) |
| ------- | -------------------------------------- | --------------------------------------- | ----------------- |
| 1▲      | ФНБ «Самрук-Казына»                    | 5 106 498                               | 3                 |
| 2▲      | Тенгизшевройл                          | 4 086 824                               | 6                 |
| 3▼      | Карачаганак Петролиум Оперейтинг Б. В. | 1 075 943                               | −1                |
| 4▲      | Мангистаумунайгаз                      | 658 832                                 | 2                 |
| 5▼      | CNPC-Актобемунайгаз                    | 512 760                                 | −4                |
| 6▲      | Казцинк                                | 448 080                                 | 15                |
| 7▼      | Корпорация Казахмыс                    | 390 222                                 | −13               |
| 8▲      | АрселорМиттал Темиртау                 | 381 517                                 | 25                |
| 9▲      | Казкоммерцбанк                         | 354 915                                 | 25                |
| 10▲     | ТНК «Казхром»                          | 331 659                                 | 12                |

## Список по итогам 2013 года
Полный список по итогам 2013 года размещен на сайте рейтингового агентства Эксперт РА Казахстан.
| Позиция | Наименование                           | Объем реализации в 2013 году, млн тенге | Темп прироста (%) |
| ------- | -------------------------------------- | --------------------------------------- | ----------------- |
| 1▲      | ФНБ «Самрук-Казына»                    | 5 048 176                               | 7                 |
| 2▲      | Тенгизшевройл                          | 3 841 491                               | 12                |
| 3▼      | Карачаганак Петролиум Оперейтинг Б. В. | 1 085 034                               | −9                |
| 4▲      | ENRC                                   | 978 044                                 | 4                 |
| 5▼      | CNPC-Актобемунайгаз                    | 669 771                                 | −4                |
| 6▲      | Мангистаумунайгаз                      | 643 102                                 | 1                 |
| 7▼      | Kazakhmys Plc                          | 471 451                                 | −6                |
| 8▼      | Казцинк                                | 389 265                                 | −9                |
| 9▲      | СП «Казгермунай»                       | 372 392                                 | 8                 |
| 10▼     | АрселорМиттал Темиртау                 | 304 650                                 | −13               |

## Список по итогам 2012 года
Объём реализации 200 крупнейших компаний Казахстана по итогам 2012 года достиг 22,3 трлн тенге (149,6 млрд долл.), увеличившись по сравнению с прошлым годом на 6 % — такой результат выглядит слабоватым на фоне тридцати с лишним процентов, зафиксированных предыдущим рейтингом. Если же учесть, что годовая инфляция в 2012 году составила также 6 %, то можно обоснованно говорить о стагнации отечественной экономики. Причина торможения — в резком замедлении динамики выручки нефте- и газодобычи, а также металлургии (см. таблицу 1 и график 1). На фоне застоя в экспортно ориентированных отраслях контрастируют показатели в секторах, связанных с удовлетворением потребительского спроса: по данным Минэкономики и бюджетного планирования, рост наблюдался в торговле (14,6 %), общепите (11,2 %), информации и связи (20,5 %), финансовой и страховой деятельности (11,7 %).
Полный список по итогам 2012 года размещен на сайте рейтингового агентства Эксперт РА Казахстан Архивная копия от 10 июля 2014 на Wayback Machine.
| Позиция | Наименование                           | Объем реализации в 2012 году, млн тенге | Темп прироста (%) |
| ------- | -------------------------------------- | --------------------------------------- | ----------------- |
| 1▲      | Самрук-Казына                          | 4 911 022                               | 12                |
| 2▼      | Тенгизшевройл                          | 3 443 072                               | −7                |
| 3▲      | Карачаганак Петролиум Оперейтинг Б. В. | 1 200 951                               | 14                |
| 4▼      | ENRC                                   | 942 375                                 | −17               |
| 5▲      | CNPC-Актобемунайгаз                    | 699 187                                 | 1                 |
| 6▲      | Мангистаумунайгаз                      | 636 259                                 | 7                 |
| 7▼      | Kazakhmys Plc                          | 499 966                                 | −4                |
| 8▲      | Казцинк                                | 427 104                                 | 32                |
| 9▼      | ПетроКазахстан                         | 386 318                                 | −26               |
| 10▼     | АрселорМиттал Темиртау                 | 350 365                                 | −16               |

## Список по итогам 2011 года
Арифметические показатели четвёртого национального рейтинга крупного казахстанского бизнеса выглядят весьма оптимистично: совокупная выручка топ-100 казахстанских компаний за 2011 год выросла до 19 979 млрд тенге (136,3 млрд долларов), увеличившись по сравнению с 2010 на 30 %. Это, конечно, не те почти 50 %, которые показал предыдущий рейтинг, однако надо учитывать, что ошеломительный рост, зафиксированный по итогам позапрошлого года, был во многом связан с восстановлением после кризисного спада. Теперь же, по мере затухания эффекта низкой базы, основным локомотивом роста стала благоприятная для нашей экспортно-ориентированной экономики конъюнктура мировых цен на сырьевые товары — прежде всего нефть, газ и металлы. Во многом благодаря именно этому фактору отношение выручки первой сотни казахстанских компаний к ВВП за год увеличилось с 60 до 72 %.
Полный список по итогам 2011 года размещен на сайте рейтингового агентства Эксперт РА Казахстан Архивная копия от 3 сентября 2014 на Wayback Machine.
| Позиция | Наименование                           | Объем реализации в 2011 году, млн тенге | Темп прироста (%) |
| ------- | -------------------------------------- | --------------------------------------- | ----------------- |
| 1▲      | Самрук-Казына                          | 4 402 926                               | 22                |
| 2▲      | Тенгизшевройл                          | 3 706 864                               | 41                |
| 3▲      | ENRC                                   | 1 129 707                               | 16                |
| 4▲      | Карачаганак Петролиум Оперейтинг Б. В. | 1 054 370                               | 44                |
| 5▲      | ПетроКазахстан                         | 727 946                                 | 44                |
| 6▲      | CNPC-Актобемунайгаз                    | 691 398                                 | 42                |
| 7▲      | Мангистаумунайгаз                      | 594 669                                 | 40                |
| 8▲      | Kazakhmys Plc                          | 522 407                                 | 10                |
| 9▲      | АрселорМиттал Темиртау                 | 416 136                                 | 30                |
| 10▲     | Казгермунай                            | 345 179                                 | 53                |

## Список по итогам 2010 года
Третий национальный рейтинг крупного бизнеса Казахстана по итогам 2010 года зафиксировал выход экономики из глубокой фазы кризиса — и теперь уже очевидно, что этот этап экономической истории пройден без значительных потерь. В 2009 году динамика роста выручки сотни крупнейших компаний вновь стала положительной, а темпы роста, начиная с 2007 года, вполне соответствуют статусу «одной из трех самых быстрорастущих экономик мира» (по данным Ernst&Young).
Полный список по итогам 2010 года размещен на сайте рейтингового агентства Эксперт РА Казахстан Архивная копия от 1 ноября 2013 на Wayback Machine.
| Позиция | Наименование           | Объем реализации в 2010 году, млн тенге | Темп прироста (%) |
| ------- | ---------------------- | --------------------------------------- | ----------------- |
| 1▲      | Самрук-Казына          | 3 609 215                               | 24                |
| 2▲      | Тенгизшевройл          | 2 625 489                               | 47                |
| 3▲      | ENRC                   | 973 577                                 | 71                |
| 4▼      | ПетроКазахстан         | 504 240                                 | −3                |
| 5▲      | CNPC-Актобемунайгаз    | 336 819                                 | 45                |
| 6▲      | Kazakhmys Plc          | 477 134                                 | 34                |
| 7▲      | Мангистаумунайгаз      | 424 213                                 | 17                |
| 8▲      | АрселорМиттал Темиртау | 345 833                                 | 31                |
| 9▼      | Казкоммерцбанк         | 312 489                                 | −21               |
| 10▲     | Казцинк                | 273 427                                 | 40                |

## Список по итогам 2009 года
Доля несырьевого бизнеса в доходах 100 крупнейших компаний Казахстана выросла за 2009 год с 20 до 23 % — таков один из итогов второго национального рейтинга грандов экономики Казахстана. Дальнейшая диверсификация её структуры потребует максимального привлечения внутренних инвестиций.
Полный список по итогам 2009 года размещен на сайте рейтингового агентства Эксперт РА Казахстан Архивная копия от 7 апреля 2013 на Wayback Machine.
| Позиция | Наименование             | Объем реализации в 2009 году, млн тенге | Темп прироста (%) |
| ------- | ------------------------ | --------------------------------------- | ----------------- |
| 1▲      | Тенгизшевройл            | 1 782 249                               | 3                 |
| 2▼      | КазМунайГаз              | 1 589 549                               | −16               |
| 3▼      | ENRC                     | 568 367                                 | −31               |
| 4▼      | Kazakhmys Plc            | 545 965                                 | −12               |
| 5▲      | ПетроКазахстан           | 517 638                                 | 13                |
| 6▼      | Казахстан Темир Жолы     | 480 993                                 | −1                |
| 7▼      | Казкоммерцбанк           | 393 896                                 | −2                |
| 8▼      | Мангистаумунайгаз        | 363 586                                 | −15               |
| 9▼      | CNPC-Актобемунайгаз      | 338 152                                 | −20               |
| 10▲     | Народный Банк Казахстана | 233 719                                 | 6                 |

## Список по итогам 2008 года
Первый национальный рейтинг крупнейших компаний Казахстана свидетельствует: крупный бизнес страны в 2008 году развивался завидными темпами, а девальвация тенге дает ему все шансы выйти из кризиса с минимальными потерями
Полный список по итогам 2008 года размещен на сайте рейтингового агентства Эксперт РА Казахстан Архивная копия от 1 ноября 2013 на Wayback Machine.
| Позиция | Наименование         | Объем реализации в 2008 году, млн тенге | Темп прироста (%) |
| ------- | -------------------- | --------------------------------------- | ----------------- |
| 1▲      | КазМунайГаз          | 2 537 391                               | 80                |
| 2▲      | Тенгизшевройл        | 1 730 809                               | 61                |
| 3▲      | ENRC                 | 824 155                                 | 67                |
| 4▼      | Kazakhmys Plc        | 622 193                                 | −2                |
| 5▼      | Мангистаумунайгаз    | 488 396                                 | −9                |
| 6▲      | Казахстан Темир Жолы | 483 763                                 | 14                |
| 7▲      | ПетроКазахстан       | 459 263                                 | 37                |
| 8▲      | БТА Банк             | 426 801                                 | 21                |
| 9▲      | CNPC-Актобемунайгаз  | 417 597                                 | 28                |
| 10▲     | Казкоммерцбанк       | 380 799                                 | 20                |